# Alesrivier
De Alesrivier (Zweeds: Alesätno; Samisch: Aliseatnu) is een voor schepen onbevaarbare waterweg in Zweden binnen de gemeente Kiruna. De rivier die in het nationaal park Abisko van zuid naar noord stroomt, krijgt haar water van de bergtoppen rondom de berg Kärkäive (hoogte 1329 m). De rivier stroomt daarop het Alesmer in, dat uiteindelijk na het Ratojaure en Apparjaure via de Rautasrivier afwatert naar het Rautasjärvi en de Torne. De Alesrivier is ongeveer 55 km lang.